# Roy Bailey
Roy Norman Bailey (Epsom, 26 maggio 1932 – 9 aprile 1993) è stato un allenatore di calcio e calciatore inglese, di ruolo portiere.

## Biografia
Trasferitosi dalla Gran Bretagna in Sudafrica nel 1964, vi resta a vivere e vi morirà nel 1993. Anche il figlio Gary, nato a Ipswich nel 1958, è diventato un calciatore professionista, raggiungendo anche la nazionale inglese.

## Carriera

### Calciatore
Si forma calcisticamente dapprima nel Tottenham e poi nel Crystal Palace, entrando a far parte della prima squadra dal 1949. Con i Glaziers milita sino al 1956 nella Third Division South.
Nel marzo 1956 passa all'Ipswich Town, debuttando con la sua nuova squadra nella vittoria esterna del Norwich City per 3-2 il 2 aprile seguente. Con la sua nuova squadra vince immediatamente la Third Division South 1956-1957, ottenendo così la promozione nella serie cadetta inglese. Dopo alcune stagioni di stabilizzazione nella Second Division, ha inizio l'incredibile cavalcata dei Blues, che li porteranno prima a vincere la Second Division 1960-1961, ottenendo la promozione in massima serie, e poi vincere il campionato 1961-1962, aggiudicandosi il titolo inglese da neopromossa. Dopo due stagioni nella massima serie, retrocede con i sui nella serie cadetta inglese al termine della First Division 1963-1964. Nel 2011 è stato inserito nel famedio del club.
Lascia il club di Ipswich nel 1964 per trasferirsi in Sudafrica, giocando per i Marist Brothers.

### Allenatore
Nel 1973 è alla guida del Cape Town City, con cui vince la National Football League 1973.

## Palmarès

### Calciatore
- Third Division: 1

Ipswich Town: 1956-1957 (South)
- Second Division: 1

Ipswich Town: 1960-1961
- Campionato inglese: 1

Ipswich Town: 1961-1962

### Allenatore
- National Football League: 1

Cape Town City: 1973